# ستيفن سيني
ستيفن سيني (بالإنجليزية: Stephen Sene)‏ هو لاعب كرة قدم أمريكية أمريكي، ولد في 9 أكتوبر 1983.